# 61-я гвардейская зенитная ракетная бригада
61-я гвардейская зенитная ракетная бригада (сокр. 61 зрбр, в/ч 31466) — тактическое соединение Войск ПВО Сухопутных войск Российской Федерации. Бригада дислоцируется в г. Бийск Алтайского края.
Соединение находится в составе 41-й гвардейской общевойсковой армии Центрального военного округа.

## История
В соответствии с директивой Генерального штаба Вооружённых Сил СССР №ОР2/486655 от 15 января 1969 года в период с 20 мая по 1 июля 1969 года была сформирована 61-я зенитная ракетная бригада в составе управления бригады и трёх отдельных зенитных ракетных дивизионов. Бригада формировалась на фондах 56-й зенитной ракетной бригады в городе Слуцке Минской области Краснознамённого Белорусского военного округа. Первым командиром 61-й зенитной ракетной бригады был назначен подполковник Иноземцев Николай Фёдорович.
Бригада была подчинена начальнику Войск противовоздушной обороны Краснознамённого Белорусского военного округа. Обеспечение бригады вооружением, техникой и другими материально-техническими средствами было произведено за счёт фондов Краснознамённого Белорусского военного округа, за исключением зенитных ракетных комплексов «Круг», которые были получены на Государственном полигоне города Эмбы в период переучивания личного состава на новую технику.
В соответствии с директивой Главнокомандующего Группой советских войск в Германии № 18/001592 от 28 ноября 1969 года бригада вошла в состав 2-й гвардейской танковой армии. На этот момент бригада имела три зенитных ракетных дивизиона: 412-й, 413-й и 422-й. После перевооружения в  1988 году на зенитный ракетный комплекс "Бук-М1" добавился ещё один зенитный ракетный дивизион - 1089-й.
В течение 1992 года два отдельных зенитных ракетных дивизиона выведены из состава бригады и передислоцированы из населённого пункта Штаатс в город Бийск Алтайского края, где перешли в подчинение 28-го армейского корпуса Сибирского военного округа.
С 17 мая по 01 июля 1993 года 61-я зенитная ракетная бригада в полном составе была передислоцирована из населённого пункта Штаатс в город Бийск Алтайского края, где также вошла в состав войск 28-го армейского корпуса.
В последующие годы 61-я зенитная ракетная бригада вошла в состав войск 41-й общевойсковой армии без изменения места дислокации..
6 июня 2023 года указом президента России за массовый героизм и отвагу, стойкость и мужество, проявленное личным составом бригады в боевых условиях по защите Отечества и государственных интересов в условиях вооруженных конфликтов, 61-й зенитной ракетной бригаде присвоено почетное наименование «гвардейская».

## Вооружение и военная техника
Бригада оснащена зенитными ракетными комплексами Бук-М2 и Бук-М3.

## Командиры
Командиры 61-й зенитной ракетной бригады:
- подполковник Иноземцев Николай Фёдорович (1969—1970),
- подполковник Кислый Николай Кириллович (1970—1973),
- подполковник Шишечкин Владимир Иванович (1973—1975),
- подполковник Чернявский Геннадий Васильевич (1975—1978),
- полковник Бабанин Валерий Александрович (1978—1983),
- полковник Соколов Сергей Николаевич (1983—1987),
- полковник Столицын Борис Григорьевич (1987—1992),
- полковник Ермаков Евгений Иванович (1992—1993),
- полковник Рыбкин Михаил Иванович (1993—1998),
- полковник Ерёмин Глеб Владимирович (1998—2001),
- полковник Стефанцов Владимир Александрович (2001—2007),
- полковник Недопака Анатолий Фёдорович (2007—2013),
- полковник Золотов Дмитрий Юрьевич (с 2013 — 2017).
- полковник Усманов Марат Хамитович (с 2017 по 2020.)
- полковник Пройдаков Андрей Александрович (2020 по 2023 )
- полковник Мазов Сергей Юрьевич (с 2023 по настоящее время)